# هيذر بي. غاردنر
هيذر بي. غاردنر (بالإنجليزية: Heather B. Gardner) هي موسيقية أمريكية، ولدت في 1971 في جيرسي سيتي في الولايات المتحدة.

## وصلات خارجية
- هيذر بي. غاردنر على موقع IMDb (الإنجليزية)
- هيذر بي. غاردنر على موقع ميوزك برينز (الإنجليزية)
- هيذر بي. غاردنر على موقع أول ميوزيك (الإنجليزية)
- هيذر بي. غاردنر على موقع ديسكوغز (الإنجليزية)
- هيذر بي. غاردنر على موقع قاعدة بيانات الفيلم (الإنجليزية)